# Adolfinów
Adolfinów [pronunciación en polaco: /adɔlˈfinuf/] es un pueblo ubicado en el distrito administrativo de Gmina Rozprza, dentro del Distrito de Piotrków, Voivodato de Łódź, en Polonia central. Se encuentra aproximadamente a 6 kilómetros al oeste de Rozprza, a 15 kilómetros al suroeste de Piotrków Trybunalski, y a 55 kilómetros al sur de la capital regional Łódź.